# 塩見鮮一郎
塩見 鮮一郎（しおみ せんいちろう、1938年2月6日 - ）は、日本の作家。岡山市生まれ。本名同じ。

## 経歴
岡山大学法文学部独文科卒。大学在学中から小説・評論を手がける。河出書房新社で編集者を務めたのち、専業の作家となる。
1960年代には新日本文学会に所属。このころ、被差別部落における自殺や放火や近親相姦を描いた小説『黄色い国の脱出口』を『部落』誌に発表し、「部落の人間像を異様にデフォルメしている」（井上俊夫）との批判を受け、「状況を変革するためには、とことんまで小説を『作る』というのも一つの方法ではないでしょうか」と反論した。その反論に対し、北川鉄夫は「文学前衛気どり」と批判している。この作品は新日本文学会の第1回文学賞で最終選考まで残り、野間宏から高く評価されたが、同和教育の実践家の福地幸造はそのこと自体を「とほうもない痴呆状態の典型」と批判した。
弾左衛門・車善七を中心とする被差別民・被差別部落の歴史や、芸能民・社会政策、江戸・東京の都市史を主たるテーマにしている。『浅草弾左衛門』などの小説のほか、ノンフィクションの著述や評論がある。
かつて『黄色い国の脱出口』で差別者扱いされたにもかかわらず、いわゆる差別表現に関しては積極的に自主規制を推進する立場を取り、筒井康隆と日本てんかん協会の和解（1994年）に際しては、本田雅和と共に『朝日新聞』紙上で筒井を激しく糾弾した。このため、筒井から「どんな作品書いたのか誰も知らないような塩見鮮一郎なんて作家」「（日本てんかん協会との間の）往復書簡ろくに読まないでコメントしてる。解放同盟やてんかん協会が『よし』としてることにまで反対して、自社の自主規制を正当化しようとして、被差別団体以上の激しさでぼくを糾弾してくる」と批判された。
一方、2011年刊行の著書『新・部落差別はなくなったか？』で被差別部落のルポを掲載したことが部落解放同盟から問題視され、抗議を受けた。その結果、部落解放同盟の要求を容れて2012年に『どうなくす？部落差別』を刊行したが、同書における「『地名総鑑』という本はなんら悪いものではない。それを利用した企業が悪い」との記述が部落解放同盟から問題視され、再度の抗議を受けた。

## 著書
- 『巫女たちの夏』筑摩書房 1976
- 『黄色い国の脱出口』田畑書店 1980
- 『告別の儀式』田畑書店 1980
- 『表現の装置 来るべき言葉のために 批評社 1982
- 『言語と差別』せきた書房 1982  のち新編、新泉社
- 『ハルハ河幻想』せきた書房 1983
- 『都市社会と差別』れんが書房新社 1984
- 『浅草弾左衛門』全3巻（批評社、1985～87年） 小学館文庫、全6冊
- 『資料　浅草弾左衛門』（批評社、1988年）
- 『北条百歳　花の小田原』全4巻（批評社、1990～91年）
- 『弾左衛門とその時代　賤民文化のドラマツルギー』批評社、1991　のち河出文庫
- 『江戸の城と川』批評社、1991　のち河出文庫
- 『時刻表のクリティーク』御茶の水書房 1992
- 『作家と差別語 表現の自由と用語規制のジレンマ』明石書店 1993
- 『差別語と近代差別の解明』明石書店 1995  「差別語とは何か」河出文庫
- 『死の周辺』三一書房 1996
- 『西光万吉の浪漫』解放出版社 1996
- 『どう超えるのか?部落差別 人権と部落観の再発見』小松克己共著 緑風出版 1996
- 『弾左衛門の謎 歌舞伎・吉原・囲内』三一書房 1997 のち河出文庫
- 『異形にされた人たち』三一書房 1997 のち河出文庫
- 『江戸の非人頭車善七 100万人大都市を「裏」で支えた男』三一新書 1997 のち河出文庫
- 『江戸東京を歩く宿場』三一書房 1998
- 『喜田貞吉 喜田貞吉と部落問題』三一書房 1999  「蘇る巨人」河出書房新社
- 『車善七』巻の1-3 筑摩書房 2004
- 『部落差別はなくなったか? 隠すのか顕すのか』緑風出版 2005
- 『脱イデオロギーの部落史　呪縛が解けて歴史が見える…』（にんげん出版、2005年）
- 『乞胸　江戸の辻芸人』（河出書房新社、2006年）『貧民に墜ちた武士 乞胸という辻芸人』文庫
- 『吉原という異界』（現代書館、2008年）のち河出文庫
- 『四谷怪談地誌』河出書房新社 2008
- 『貧民の帝都』文春新書 2008年、河出文庫 2021年 ISBN 978-4309418186
- 『古井戸の骸骨』河出書房新社 2008
- 『禁じられた江戸風俗』現代書館 2009
- 『破戒という奇跡　再刊本とは何だったのか』河出書房新社、2010
- 『新・部落差別はなくなったか? 隠すのか顕すのか』緑風出版　2011
- 『解放令の明治維新 賤称廃止をめぐって』河出ブックス 2011
- 『探偵イザベラ・バード　明治開化殺人事件』河出書房新社、2012
- 『中世の貧民 説経師と廻国芸人』文春新書 2012
- 『江戸から見た原発事故 あの時こうしていたら･･･の近代日本史』現代書館  2014
- 『江戸の貧民』文春新書 2014
- 『戦後の貧民』文春新書 2015
- 『えた非人 社会外の社会』柳瀬勁介・著、塩見鮮一郎・訳 河出書房新社 2016年 ISBN 978-4309226897
- 『プロブレムQ&A 新・部落差別はなくなったか? 隠すのか顕すのか』改訂版 緑風出版 2017年 ISBN 978-4846117207
- 『最後の弾左衛門 十三代の維新』河出書房新社 2018年 ISBN 978-4309227542
- 『差別の近現代史 人権を考えなおす』河出文庫 2020年 ISBN 978-4309417615